# Cambogia ai Giochi della XXXI Olimpiade
La Cambogia ha partecipato ai Giochi della XXXI Olimpiade, che si sono svolti a Rio de Janeiro, Brasile, dal 5 al 21 agosto 2016, con una delegazione di sei atleti impegnati in quattro discipline. Portabandiera alla cerimonia di apertura è stata la ventenne taekwondoka Sorn Seavmey, alla sua prima Olimpiade.
Si è trattato della nona partecipazione di questo paese ai Giochi estivi. Così come nelle precedenti edizioni, non sono state conquistate medaglie.